# Bão Mekkhala (2015)
Bão nhiệt đới dữ dội Mekkhala, được biết đến ở Philippines với tên gọi Bão nhiệt đới Amang, là một xoáy thuận nhiệt đới sớm đầu mùa đã đổ bộ vào Philippines trong tháng 1 năm 2015. Mekkhala đã khiến 3 người thiệt mạng và làm ảnh hưởng đến chuyến viếng thăm của Giáo hoàng Phanxicô tới đất nước này. Ngoài ra cơn bão còn gây ra một vụ tai nạn máy bay ở Tacloban, tuy nhiên đã không có trường hợp nào bị thương.
Hệ thống đã phát triển thành một cơn bão nhiệt đới vào ngày 14 tháng 1. Tuy nhiên sau đó Mekkhala tăng cường rất chậm do điều kiện chỉ ở ngưỡng cận biên cho đến ngày 16, thời điểm mà nó bắt đầu mạnh lên nhanh chóng hơn. Sang ngày hôm sau Mekkhala đổ bộ vào Samar. Do tương tác với mặt đất, Mekkhala đã suy yếu thành bão nhiệt đới chỉ sáu giờ sau, và đến ngày 18 nó đã suy giảm xuống cấp độ áp thấp nhiệt đới.

## Lịch sử khí tượng
Một vùng nhiễu động nhiệt đới hình thành trên khu vực cách Pohnpei khoảng 390 km về phía Nam - Tây Nam vào sáng sớm ngày 9 tháng 1. Hệ thống đã duy trì bất tổ chức cho đến khi Trung tâm Cảnh báo Bão Liên hợp (JTWC) ban hành "Cảnh báo về sự hình thành của xoáy thuận nhiệt đới" vào cuối ngày 12, khi mà đối lưu sâu bắt đầu định hình bao bọc quanh một tâm hoàn lưu mực thấp (LLCC) đang dần củng cố. Không lâu sau, Cơ quan Khí tượng Nhật Bản (JMA) đã nâng cấp vùng thấp lên thành áp thấp nhiệt đới vào sáng sớm ngày 13.. Cùng thời điểm JTWC chỉ định cho hệ thống ký hiệu 01W vào buổi chiều hôm đó cũng là lúc JMA bắt đầu ban hành những cảnh báo về áp thấp nhiệt đới. Mặc dù đối lưu sâu bị di dời khỏi phần Tây Bắc của một hoàn lưu mực thấp hở trong ngày 14, JMA vẫn nâng cấp hệ thống lên thành bão nhiệt đới và đặt tên nó là Mekkhala; dưới điều kiện độ đứt gió theo chiều thẳng đứng ở mức trung bình được bù đắp bởi dòng thổi ra hướng cực hoàn hảo. Cuối ngày 14, Cục quản lý Thiên văn, Địa vật lý và Khí quyển Philippines (PAGASA) cũng đã đặt tên cho hệ thống là Amang ngay sau khi nó đi vào Khu vực Trách nhiệm của Philippines. Mekkhala di chuyển theo hướng Tây - Tây Bắc rồi sau đó là Tây dọc theo rìa phía Nam của một áp cao cận nhiệt và đến sáng sớm ngày 15 tháng 1 nó được JTWC nâng cấp lên thành bão nhiệt đới khi mà cấu trúc đã được cải thiện đôi chút.

Bão nhiệt đới Mekkhala đang đổ bộ lên Samar

Nhờ những điều kiện thuận lợi, Mekkhala đã trải qua quá trình tăng cường độ nhanh chóng trong ngày 16 tháng 1. Do đó, JMA đã nâng cấp hệ thống lên thành bão nhiệt đới dữ dội vào buổi trưa cùng ngày, và JTWC cũng nâng cấp nó lên thành bão cuồng phong 6 giờ sau, khi mà khối mây trung tâm đã tăng cường đáng kể che khuất hoàn toàn tâm hoàn lưu mực thấp. Sau đó, một bức ảnh sóng ngắn tiết lộ Mekkhala đã hình thành nên một cấu trúc thành mắt bão méo mó, không đều. Cơn bão đạt đỉnh vào thời điểm 00:00 UTC ngày 17 tháng 1 với vận tốc gió duy trì 10 phút đạt 70 dặm/giờ (110 km/giờ). Tuy nhiên ban đầu JMA ước tính Mekkhala đạt cấp độ bão cuồng phong vận tốc gió tối đa là 80 dặm/giờ (130 km/giờ). Sau đó Mekkhala đã suy yếu đi một chút trước khi di chuyển theo hướng Đông Bắc và đổ bộ vào Dolores, Đông Samar thuộc Philippines vào khoảng 15:00 giờ địa phương (07:00 UTC), trùng với địa điểm mà cơn bão Hagupit từng đổ bộ một tháng trước đó.
Do tương tác với đất liền, cơn bão đã suy yếu đi đáng kể và cả JMA lẫn JTWC đều giáng cấp hệ thống xuống thành bão nhiệt đới trong chiều ngày 17. Sang ngày hôm sau, Mekkhala tiếp tục suy yếu thêm khi vượt vùng Bicol, khiến JTWC giáng cấp nó xuống thành áp thấp nhiệt đới vào buổi chiều, thời điểm mà cơn bão chuyển hướng Bắc và đi ra biển Philippines. Đến cuối ngày, JMA cũng phân loại Mekkhala là áp thấp nhiệt đới, không lâu trước khi JTWC ban hành cảnh báo cuối cùng về hệ thống khi mà hoàn lưu mực thấp của nó bị lộ ra hoàn toàn do độ đứt gió theo chiều thẳng đứng mạnh đã tước đi toàn bộ đối lưu sâu. Sau đó, áp thấp nhiệt đới tiếp tục trôi dạt chậm về hướng Đông Bắc cho đến khi bị hấp thụ hoàn toàn bởi một front cố định vào ngày 21 tháng 1.

## Tác động

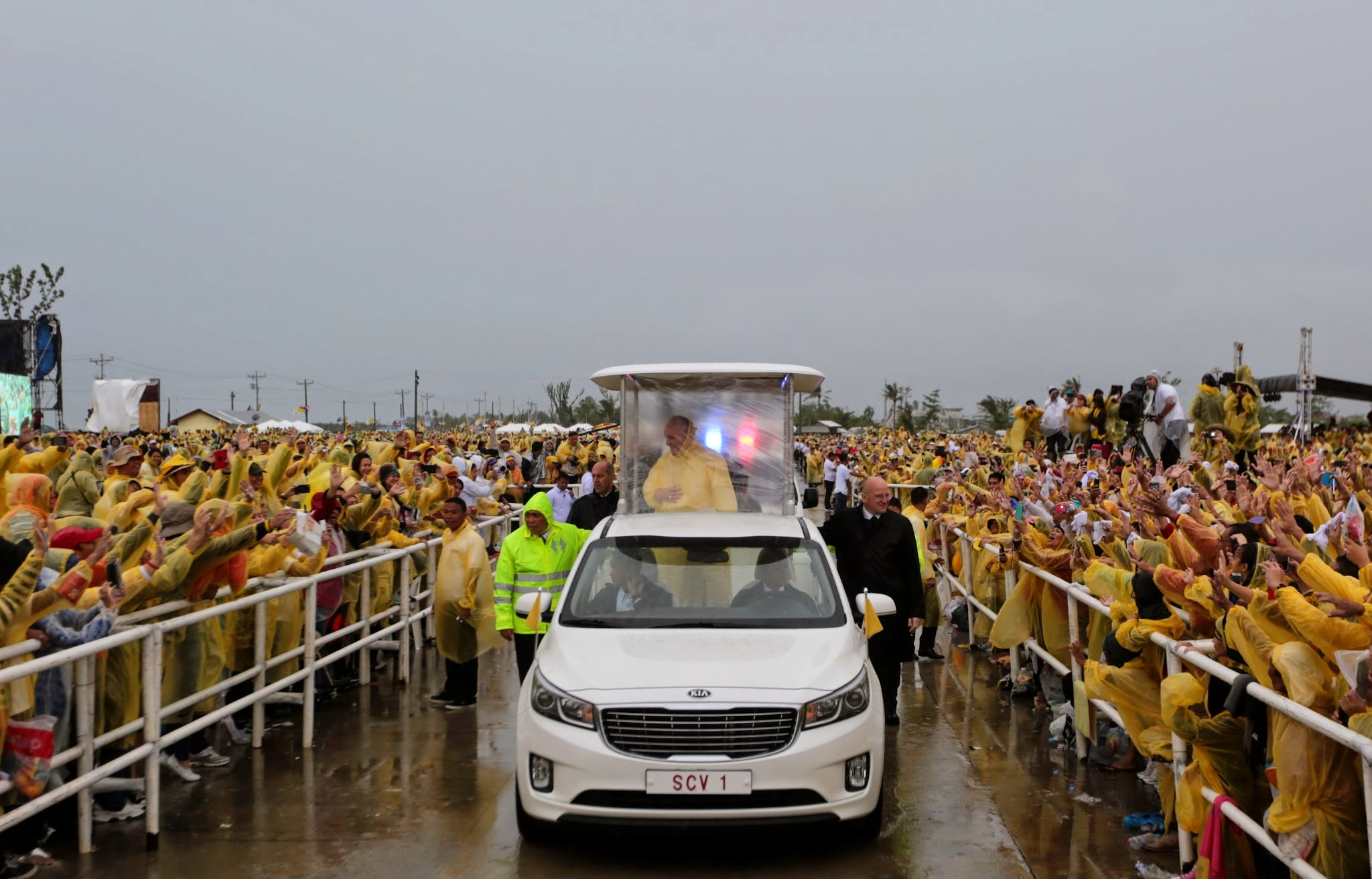
Địa điểm tổ chức Thánh lễ ở Tacloban trong ngày 17 tháng 1

Vào ngày 14 tháng 1, Mekkhala di chuyển qua khu vực cách Yap khoảng 95 km về phía Bắc và cách rạn san hô vòng Ulithi ít hơn 45 km về phía Nam. Tại Yap đã ghi nhận gió giật tối đa đạt 58 km/giờ cùng với tổng lượng mưa vào khoảng 13 mm. Còn tại Ulithi ghi nhận được tổng lượng mưa là 100 mm. Đã không có bất kỳ thiệt hại về người hay vật chất được báo cáo ở hai địa điểm này.
Bão nhiệt đới dữ dội Mekkhala, còn được biết đến với tên gọi bão nhiệt đới Amang, đã khiến ba người thiệt mạng ở vùng Bicol thuộc Philippines. Tổn thất tại khu vực này lên tới 318,7 triệu peso (7,1 triệu USD). Ngoài ra, cơn bão còn gây thiệt hại nông nghiệp ước đạt 30,3 triệu peso (680.000 USD) tại Samar. Trên toàn Philippines, đã có 48 ngôi nhà bị phá hủy và 490 ngôi nhà khác bị hư hại. Thiệt hại đến cơ sở hạ tầng là 49,7 triệu peso (1,1 triệu USD); dù vậy các tuyến đường đã nhanh chóng được sửa chữa và hoàn thành vào ngày 21 tháng 1.
Với mục đích nhằm an ủi người dân Tacloban sau sự tàn phá gây ra bởi cơn bão Haiyan năm 2013 và bão Hagupit năm 2014, Giáo hoàng Phanxicô đã có chuyến viếng thăm thành phố này vào ngày 17 tháng 1. Tuy nhiên, kế hoạch đã bị tác động đáng kể bởi bão Mekkhala, khiến cho hàng ngàn khách hành hương và thậm chí cả Giáo hoàng đã phải mặc áo mưa trong Thánh lễ tổ chức tại sân bay. Chỉ vài phút sau khi máy bay của Giáo hoàng Phanxicô rời sân bay, một chiếc chuyên cơ riêng đã đi trệch khỏi đường băng do gió mạnh và cuối cùng bị phá hủy. May mắn là cả 15 hành khách trên máy bay đều đã được an toàn, trong đó có bao gồm nhiều quan chức đến từ nội các Philippines.